# Санкт-Маріубург
«Санкт-Маріубург»  — 162-й епізод мультсеріалу «Масяня». Вийшов 13 липня 2022 р.

## Сюжет
Хрюндель будить Масяню о 4-й годині в ранку звісткою про напад Китаю на Росію. На вулиці гримлять вибухи бомб та ракет, родина Масяні ховається у підвалі разом з іншими мешканцями. Після того, як обстріл припинився, вони роблять спробу виїхати з міста в «спокійне місце» в Україні. Спроба не вдається і сім'я ховається на станції метро, перетвореній на бомбосховище. В новинах виступає лідер Китаю, який звинувачує росіян у фашизмі і обіцяє їх звільнити, радячи тим часом вчити китайську мову. Бомби та ракети руйнують Ісакіївський собор, Палацову площу, Зимовий Палац та Ростральну колону. Через брак їжи та води доводиться повернутися до своєго мешкання, але влучення ракети знову змушує родину спуститися до підвалу. Хрюндель готує їжу на багатті поблизу будинку, Масяня виходить йому на допомогу. У цей час лунає вибух, Масяня та Хрюндель убиті. Чечуня вмирає. Кудлатого застрелив снайпер. Останнім живим залишається Дядя-Бадя. Він малює у зошиті історію загибелі сім'ї, укладаючи її словами: «Залишився один Бадя». Зрештою, гине і він.
У цей момент Масяня прокидається, все виявилося кошмарним сном, навіяним новинами з України. Звертаючись до глядачів, Масяня пояснює, що означає слово емпатія та закликає їх до співчуття до страждань українців.